# Tabuina rufa
Tabuina rufa là một loài nhện trong họ Salticidae.
Loài này thuộc chi Tabuina. Tabuina rufa được Maddison miêu tả năm 2009.